# Rami Khalifé
Rami Khalifé, né le 25 septembre 1981, est un compositeur et pianiste franco-libanais. Né au Liban dans une famille de musiciens, il a vécu à Beyrouth avant d'émigrer et d'acquérir la nationalité française lors de la guerre civile libanaise.

## Biographie
Rami Khalifé est le fils de Marcel Khalifé et le frère de Bachar Mar-Khalifé. Diplômé de la Juilliard School, il fonde le groupe Aufgang en 2005 avec son frère ainsi que le pianiste Francesco Tristano (rencontré à Juilliard) et le batteur Aymeric Westrich.
En février 2013, il présente une œuvre inspirée du Printemps arabe, Requiem for Beirut, dont la première est interprétée par l'Orchestre philharmonique du Qatar et le MDR Leipzig Radio Choir. En 2015, il joue la pièce sur la place des Martyrs à Beyrouth lors d'un concert en plein air.
Rami Khalifé se produit partout dans le monde. Le 5 mai 2017, il participe au concert symphonique Voyage avec Marcel Khalifé à la Philharmonie de Paris, au côté de son père et de l'Orchestre national d'Île-de-France dirigé par Julien Leroy.